# Antonio Savasta

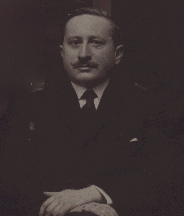
Antonio Savasta

Antonio Savasta (* 22. August 1874 in Catania; † 2. Juli 1959 in Neapel) war ein italienischer Komponist und Musikpädagoge.

## Leben und Werk
Er schrieb sich zunächst auf Geheiß seines Vaters als Student an der Technischen Hochschule seiner Heimatstadt ein. Fehlende Studienerfolge veranlassten den Vater, dem Wunsch seines Sohnes auf ein Musikstudium nicht mehr entgegenzustehen. Antonio Savasta studierte dann am Conservatorio San Pietro a Majella in Neapel bei Camillo De Nardis (Harmonielehre) und bei Nicola D’Arienzo (Kontrapunkt).
Nach dem Erwerb seines Kompositionsdiploms 1891 gewann Antonio Savasta den Wettbewerb für die Besetzung des Lehrstuhls für Harmonielehre am Konservatorium in Florenz. Anschließend unterrichtete er am Konservatorium von Neapel und trat dort 1915 die Nachfolge seines Lehrers D’Arienzo auf dem Lehrstuhl für Komposition an. 1916 wurde er zum stellvertretenden Direktor des Konservatoriums ernannt. 1926 übernahm er bis zu seiner Verrentung 1938 die Leitung des Bellini-Konservatoriums von Palermo. Unter seinen zahlreichen Schülern waren Mario Pilati, Achille Longo, Terenzio Gargiulo, Alfredo Sangiorgi.
Antonio Savasta komponierte Opern, Orchestermusik wie Sinfonien, Ouvertüren, Suiten und Kammermusik.

## Werke (Auswahl)
- Quintett für Pianoforte und Streicher in klassischer Form (1891).
- Vera (Oper in 2 Akten nach einem Libretto von G. B. De Seta, Catania 1913).
- Galatea (Oper, Catania 1920).
- Jaufré Rudel (Symphonisches Gedicht).